# Arno (Tyrrhenisches Meer)
Der Arno, in der Antike Arnus, ist ein 241 Kilometer langer Fluss in Italien in der nördlichen Toskana.

## Beschreibung
Der Arno ist nach dem Tiber der bedeutendste Fluss Mittelitaliens und der Apenninhalbinsel. Er ist der größte Fluss der Toskana und der achtlängste Italiens. Er fließt ausschließlich in der nördlichen Toskana und dabei durch die Provinz Arezzo, die Metropolitanstadt Florenz und die Provinz Pisa. Das Einzugsgebiet des Arno beträgt mehr als 8200 km², der mittlere Abfluss 100 m³/s. Während der Schneeschmelze und nach heftigen Regenfällen schwillt der Arno rasch an und ist dann oft nur unter Gefahr schiffbar.

## Verlauf
Der Arno entspringt am Monte Falterona in den Apenninen im Gebiet des Casentino (Provinz Arezzo) durch den Zusammenfluss der Bäche Capo d’Arno, Arninio und Arnaccio. Als erstes Ortszentrum durchfließt er das von Stia (Höhe über dem Meeresspiegel 441 m), wo er 11 km verbleibt und wo von links der erste größere Nebenfluss Staggia eintritt. Nach Pratovecchio erreicht er Poppi, wo von rechts aus Castel San Niccolò kommend der Solano zufließt, und Bibbiena, hier an der Grenze zu Ortignano Raggiolo, aus dessen Gemeindegebiet von rechts der Teggina beitritt. Bei Rassina (Ortsteil bzw. Hauptort von Castel Focognano bei einer Höhe von 310 m) fließt der gleichnamige Nebenfluss von links ein, danach mündet von rechts der Soliggine. Zwischen Subbiano und Capolona dient er als Grenzfluss zwischen den beiden Gemeinden, um danach in das Gemeindegebiet von Arezzo einzutreten, wo er in den nördlichen Ortsteilen 12 km verbringt. Hier tritt bei Giovi der Chiassa von links ein. Der bis hierhin von Nord nach Süd fließende Fluss dreht sich nun nach Nordwesten und tritt in das obere Arnotal (Valdarno superiore) ein, welches bei Laterina beginnt und Pergine Valdarno, Montevarchi (144 m, mit Zufluss der Ambra von links), Terranuova Bracciolini (Zufluss des Ciuffenna von rechts) und San Giovanni Valdarno einschließt (alle Provinz Arezzo). In Terranuova Bracciolini passiert der Arno das 1958 errichtete Wasserkraftwerk von Levane Battagli, welches sich im Naturpark Riserva Naturale Regionale Valle dell’Inferno e Bandella befindet.
Dem Arnotal nun in der Metropolitanstadt Florenz folgend, trifft der Arno zunächst auf Figline Valdarno, Reggello, Incisa in Val d’Arno und Rignano sull’Arno (118 m). Zwischen Pelago und Pontassieve wendet sich der Arno nach Westen und nimmt die Wasser des Sieve von rechts auf. Nach dem Thermalbadort Bagno a Ripoli gelangt der Fluss in die Metropole Florenz (50 m), wo er auch die längste Zeit in einer der florentinischen Gemeinden verbringt (15 km) und die Ponte Santa Trinita sowie die Ponte Vecchio als einzige nicht im Zweiten Weltkrieg zerstörte Brücke in Florenz unterfließt. Der Zufluss des Mugnone erreicht den Fluss im westlichen Stadtgebiet nahe dem Parco delle Cascine (Quartiere 5 Rifredi), danach tritt linksseitig der Greve ein. Dann erreicht der Arno die Gemeinden Scandicci, Lastra a Signa und Signa, wo von rechts der Bisenzio zufließt. Der Ombrone Pistoiese tritt ebenfalls von rechts an der Gemeindegrenze zu Carmignano ein. Bei Capraia (Capraia e Limite) und Montelupo Fiorentino vereinigt sich der Pesa mit dem Arno und erreicht dann am Fuße des Berges Montalbano die Ortschaft Limite. Nach Empoli und Cerreto Guidi (als Grenzfluss) verlässt der Fluss das fiorentinische Gebiet.
In der Provinz Pisa kommt der Fluss zuerst in San Miniato an, wo an der Grenze zu Empoli der Elsa und dann der Egola von links einfließen. Hier berührt er nochmals die Metropolitanstadt Florenz (Fucecchio, mit dem Zufluss des Usciana), um dann in der Provinz Pisa entlang der Orte Santa Croce sull’Arno, Castelfranco di Sotto und Santa Maria a Monte fortzuschreiten. Er gelangt in die Gemeinden Calcinaia und Pontedera (14 m), wo von Süden kommend der Era den Flusslauf teilt. Nach Vicopisano, Cascina und San Giuliano Terme gelangt der Arno nach Pisa (4 m) und mündet bei Marina di Pisa in das Tyrrhenische Meer.

## Hochwasser
Schon der römische Historiker Titus Livius berichtete von Überschwemmungen des Flusses. Besonders Florenz war regelmäßig betroffen. Verheerend waren die Schäden in dieser Stadt nach einer Überflutung am 4. November 1966, als zahlreiche Kunstwerke in Mitleidenschaft gezogen wurden und Tote zu beklagen waren. In den letzten Jahrzehnten wurden Dämme stromaufwärts von Florenz errichtet; damit konnte die Hochwassergefahr deutlich verringert werden.

## Bilder

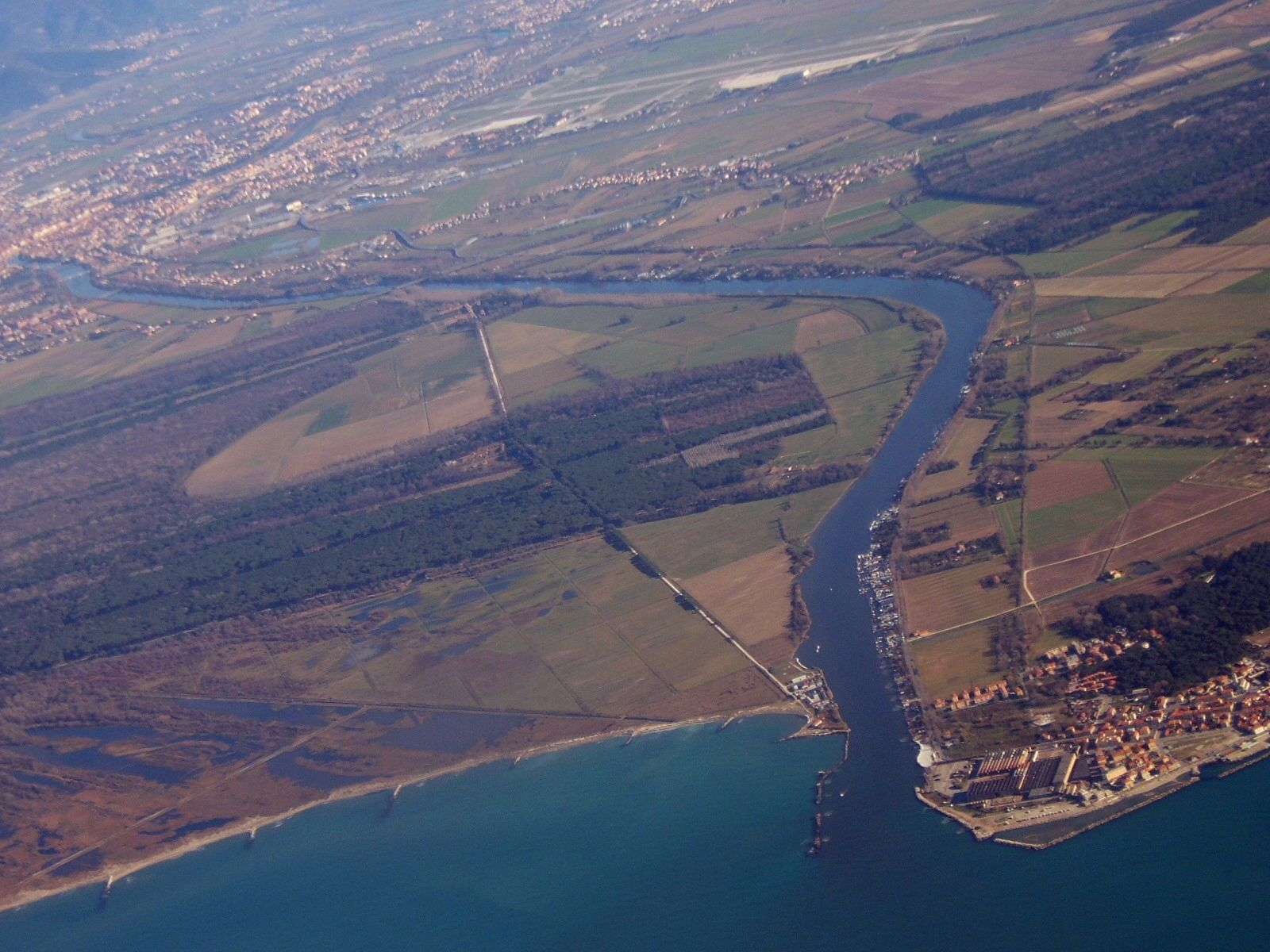
Mündung des Arno in das Tyrrhenische Meer
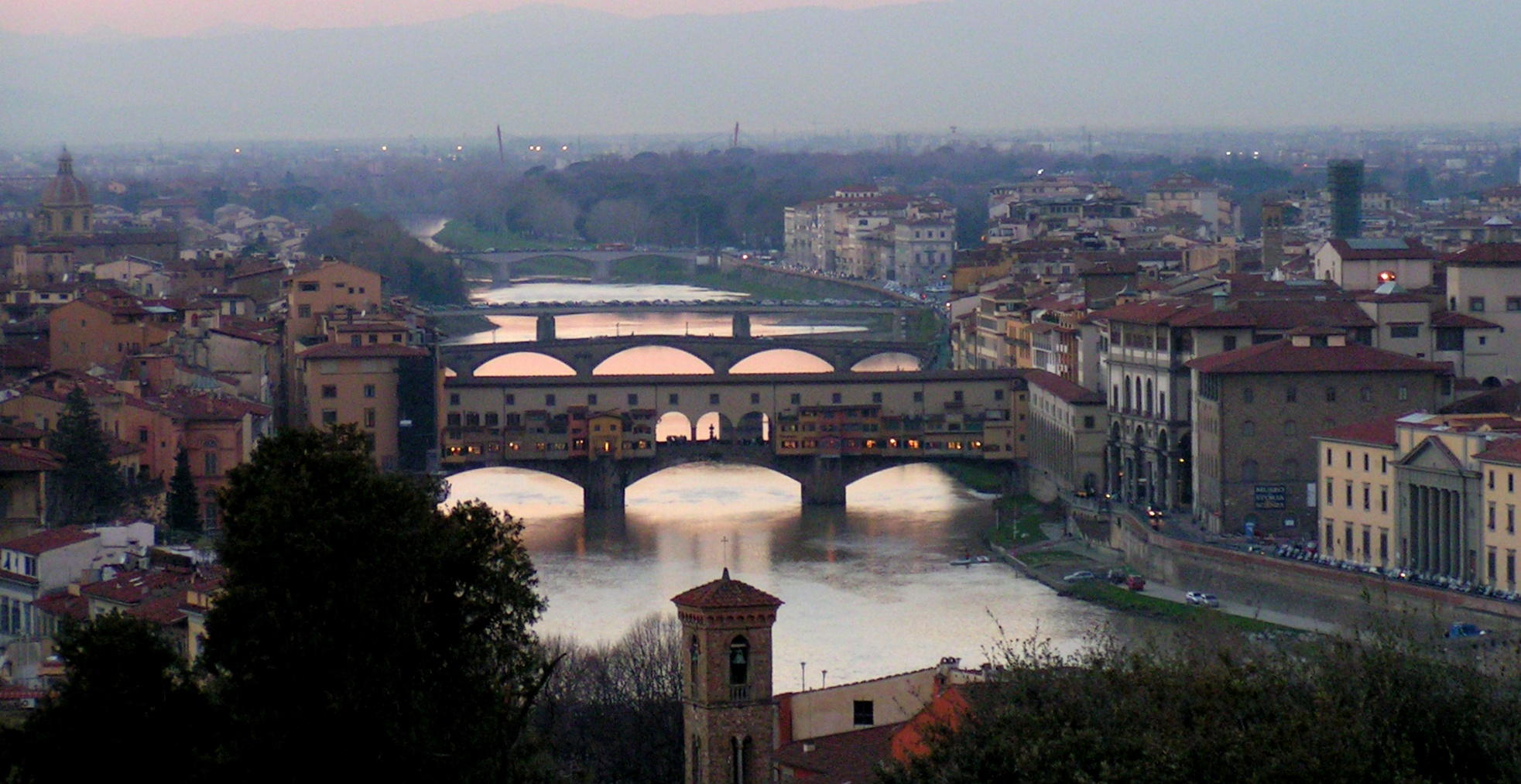
Die Arno-Brücken in Florenz
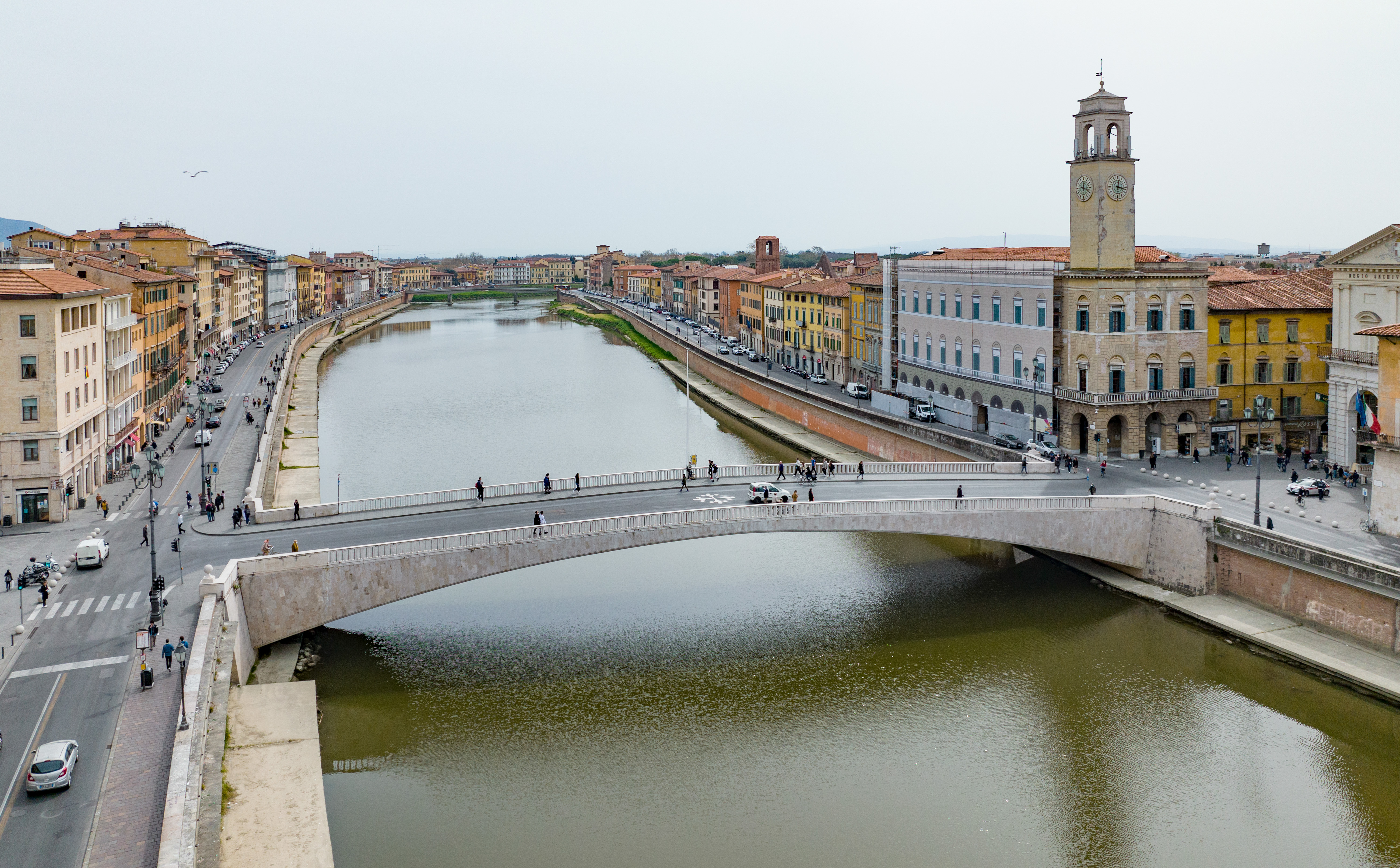
Die Brücke Ponte di Mezzo in Pisa
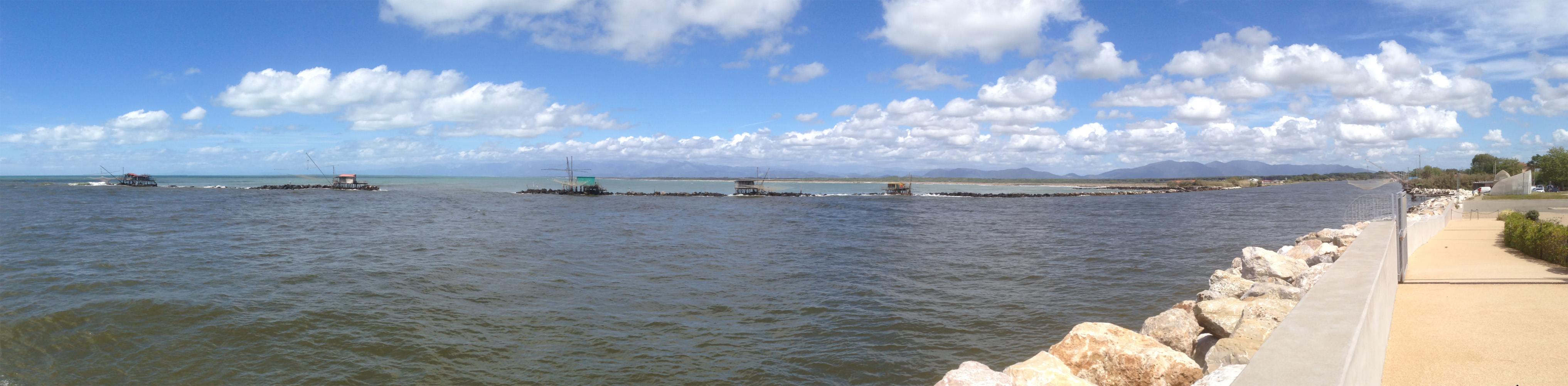
Mündung des Arno